# Arnaldo Sentimenti
Arnaldo « Cherry » Sentimenti couramment appelé Sentimenti II (né le 24 mai 1914 à Bomporto, en Émilie-Romagne, et mort le 12 juin 1997 à Naples) était un joueur professionnel et un entraîneur italien de football.

## Biographie
Originaire de Bomporto en Émilie-Romagne, Arnaldo Sentimenti commence sa carrière au SSC Naples sous l'ère de l'entraîneur Garbutt qui le fait jouer titulaire à partir de 1936 après le départ de Giuseppe Cavanna. Il joue à Naples 12 ans et en est le capitaine les 8 dernières années.

### La famille Sentimenti
La famille des Sentimenti, dont Arnaldo faisait partie, était connue en Italie pour avoir un certain nombre de footballeurs professionnels, dont certains frères d'Arnaldo, comme Ennio, Lucidio, Primo, ou encore Vittorio, son cousin Lino, ainsi que ses neveux Roberto et Andrea.
Les cinq frères Sentimenti étaient surnommés les Ciccio.

### Anecdotes
- Il arrêta en tout 36 tirs au but durant sa carrière dont une série de 9 consécutifs ; le joueur qui met fin à sa série ne sera autre que son frère Lucidio pendant la saison 1941-42 (Naples 2-1 Modène).
- Il a eu deux filles (Maria Rosaria et Luciana) avec sa femme, une napolitaine.